# Masyw Suchego Obycza
Masyw Suchego Obycza – masyw górski w południowo - wschodniej części Pogórza Przemyskiego, którego najwyższym szczytem jest góra Suchy Obycz (617 m n.p.m.)

## Topografia
Masyw ten od północy i zachodu graniczy kolejno ze wschodnim odgałęzieniem Pasma Działu z głównym szczytem Kanasin (555 m n.p.m.), oraz głównym grzbietem Pasma Działu; od południa częściowo także z Pasmem Działu oraz granicą polsko-ukraińską. Od wschodu z Pasmem Kalwaryjskim, a także częściowo z rzeką Wiar poprzez długie przedłużenie góry Wielkiej Pasieki.

## Opis
Według niektórych podziałów regionalizacyjnych masyw zaliczanyn jest do Gór Sanocko-Turczańskich. Masyw ten składa się z wielu szczytów, z których obok Suchego Obycza najbardziej wyróżniają się Wielka Pasieka (593 m n.p.m.), Mała Pasieka (539 m n.p.m.), Bukowina (603 m n.p.m.), Kiczera Wysoka (575 m n.p.m.), Połoninki Arłamowskie (587 m n.p.m.), Ralce (596 m n.p.m.), Leszczyńska Góra (461 m n.p.m.).
Masyw w znacznej części zalesiony, z wyjątkiem widokowych Połoninek Arłamowskich, na południe od głównego szczytu Przełęcz pod Suchym Obyczem (572 m n.p.m.) oddziela masyw od Pasma Działu. Na zachód od przełęczy słynny ośrodek wypoczynkowy Arłamów z lotniskiem i dwoma orczykowymi wyciągami narciarskimi.
Przełęcz pod Kiczerą (445 m n.p.m.) oddziela z kolei masyw od Pasma Kalwaryjskiego, nieco bardziej na północ Kalwaria Pacławska z licznymi zabytkami i rezerwatem. Skrajem masywu przebiega ścieżka rowerowa, u podnóża Leszczyńskiej Góry mała wieś Leszczyny, ponadto liczne potoki.

## Szlaki turystyczne
Niebieski szlak turystyczny Rzeszów – Grybów
 Żółty Szlak Rybotycki łączący Suchy Obycz z wierzchołkiem Kopystańki.